# Caroline Evers-Swindell
Caroline Meyer, ONZM, también conocida como Caroline Frances Evers-Swindell (10 de octubre de 1978 en Hastings, Nueva Zelanda) es una exremera de Nueva Zelanda. 

## Biografía
Compite en la especialidad de doble scull con su hermana gemela Georgina Evers-Swindell. En noviembre de 2005 ambas fueron nombradas Tripulación del año femenina por la Federación Internacional de Remo (FISA).
Ambas hermanas se proclamaron dobles campeonas olímpicas en los Juegos Olímpicos de Atenas 2004 y 2008. Entre otros títulos poseen tres oros mundiales, también en la especialidad de doble scull en los años 2002, 2003 y 2005.
Es prima del actor Nico Evers-Swindell.
En diciembre de 2009, Evers-Swindell se casó con el exremero olímpico Carl Meyer. Ahora se llama Caroline Meyer.